# Parque nacional Colina de Cassamata
El Parque nacional Colina de Cassamata es un área protegida de las Filipinas situada en el municipio de Bangued, Abra, en la Región Administrativa de Cordillera. El parque cubre un área de 57 hectáreas y fue declarada área protegida en 1974.
Su ubicación en la parte sur del municipio Bangued a través de la carretera de Ilocos Sur-Abra ofrece un acceso fácil a sus residentes. La propia colina es una subida fácil a través de una sinuosa carretera o a pie por las escaleras de concreto.